# Прсти лудих очију
Прсти лудих очију је роман српског новинара и политиколога Рајка Васића. Објављен је 2009. године у издању Задужбине Петар Кочић Бањалука-Београд. Био је у ужем избору за НИН-ову награду.
Писац је на критички али и психолошки начин приказао дешавања у рату и последице распада Југославије и пређашњег система.

## Кратак садржај
Радња прати војника ВРС под надимком Нови кроз ратишта у Посавини, околини Модриче и Добоја, на Озрену и Требави. Има тридесетак година, а пре рата је студирао књижевност у Загребу. На почетку рата је био у групи војника коју су руски предавачи обучавали диверзијама. Током једне диверзије у муслиманском селу је у кући нашао девојку Белкису коју је као заробљеника повео са собом.

## Филм
Редитељ Младен Матичевић је најавио да ће режирати филм по роману. Продукцију ће радити Балкан-филм, а почетак снимања је предвиђен за јесен 2012.